# 哈金斯山

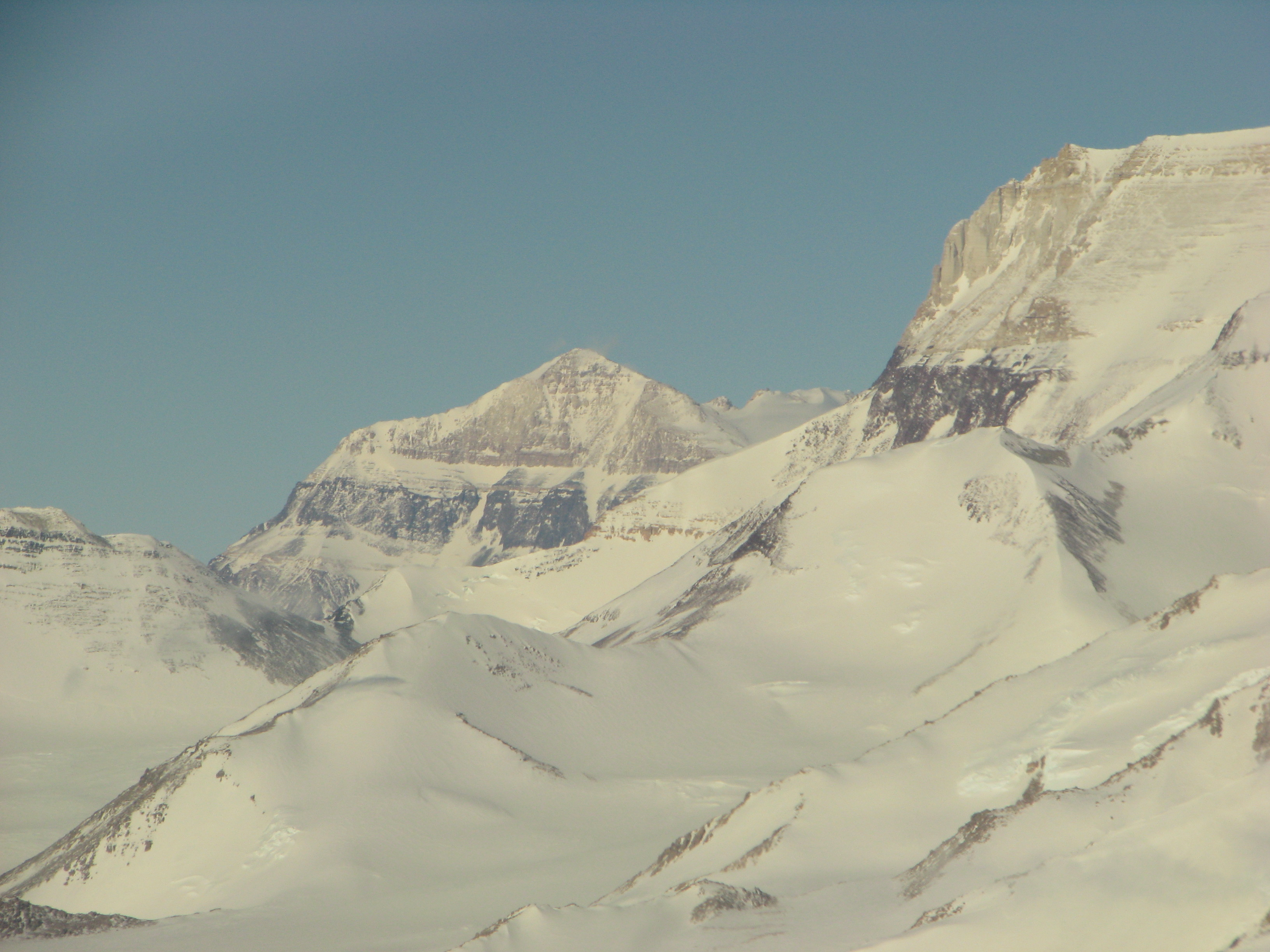
哈金斯山中心山峰

78°17′S 162°29′E / 78.283°S 162.483°E
哈金斯山（英語：Mount Huggins）是南極洲的山峰，位於維多利亞地，屬於皇家學會嶺的一部分，海拔高度3,735米，該山峰由英國探險隊發現，以皇家地理學會主席命名。